# Olios zulu
Olios zulu är en spindelart som beskrevs av Simon 1880. Olios zulu ingår i släktet Olios och familjen jättekrabbspindlar. Inga underarter finns listade i Catalogue of Life.